# Juan Pablo Úbeda
Juan Pablo Úbeda Pesce (Santiago del Cile, 31 luglio 1980) è un ex calciatore cileno, di ruolo attaccante.

## Carriera

### Club
Nel 1997 gioca una partita nella massima serie cilena con l'Union Espanola, con cui l'anno seguente segna 2 reti in 11 presenze nella seconda divisione cilena. Nel luglio del 1998 passa alla Sampdoria, formazione di Serie A, dove rimane per un anno e mezzo (con gli ultimi sei mesi trascorsi in Serie B a causa della retrocessione del club blucerchiato) senza mai giocare in partite di campionato; nel gennaio del 2000 torna quindi in patria, in prestito all'Universidad Catolica. Nel luglio del 2000 torna all'Union Espanola, dove rimane per i successivi due anni, nei quali segna in totale 14 reti (7 a stagione) in 22 e 29 presenze. Successivamente milita nel Colo Colo, squadra con cui gioca per due anni e con cui oltre a vincere il campionato di Clausura del 2002 nel 2004 realizza una rete in 5 presenze in Coppa Libertadores e 9 reti in complessive 35 presenze in campionato.
Nell'estate del 2004 viene ceduto al Real Murcia, con cui rimane fino al gennaio del 2005 e con cui realizza 2 reti in 16 presenze nella seconda serie spagnola; nel gennaio del 2005 passa all'Alicante, nella terza serie spagnola, categoria in cui disputa 8 partite senza mai segnare. Trascorre poi un ulteriore periodo all'Union Espanola, con cui vince un campionato di Apertura (segnando 6 gol in 15 presenze), per poi passare al C.D. Everton, sempre nella massima serie cilena; qui va a segno per 3 volte in 18 presenze. Termina il 2006 segnando 5 reti in 15 partite con la maglia del Palestino, formazione della prima divisione cilena; nel gennaio del 2007 va alla Virtus Lanciano, formazione di Serie C1, con cui termina la stagione 2006-2007 segnando un gol in 9 presenze nel campionato italiano di terza serie. Successivamente passa allo Zamora, in Segunda División, la terza serie spagnola; a stagione in corso torna in patria, segnando 4 reti in campionato col Palestino.
Nella stagione 2008-2009 realizza 9 reti in 26 presenze nella seconda divisione messicana con la maglia del Lobos BUAP, mentre nel 2010 segna 2 reti in 8 incontri nella seconda divisione cilena, con la maglia del Curicò Unido.
Si ritira nell'agosto del 2010.

### Nazionale
Ha giocato una partita nei Mondiali Under-17 del 1997.

## Palmarès

### Club

#### Competizioni nazionali
- Campionato cileno: 2

Colo Colo: 2002 (Clausura)
Union Espanola: 2005 (Apertura)